# Мойсєєв Михайло Олексійович
Михайло Олексійович Моїсеєв (22 січня 1939, село Малий Івер, Свободненський район, Амурська область, тепер Російська Федерація — 18 грудня 2022, Москва, Російська Федерація) — радянський і російський воєначальник, генерал армії (1989). Начальник Генерального штабу Збройних сил СРСР — перший заступник Міністра оборони СРСР (1988—1991), виконувач обов'язки міністра оборони СРСР (22—23 серпня 1991). Член ЦК КПРС у 1990—1991 роках. Народний депутат СРСР (1989—1991). Депутат Державної думи Російської Федерації VI скликання (2011—2016).

## Біографія
Народився в родині робітника-залізничника. Закінчив середню школу в 1957 році. Трудову діяльність розпочав у липні 1957 року спочатку матросом, потім котельним машиністом у підрозділі допоміжних суден Тихоокеанського флоту.
З листопада 1958 року — в Радянській армії, служив курсантом в 97-му окремому навчальному танковому батальйоні важкого танкового полку Далекосхідного військового округу, потім — зарядником танкового екіпажу. Потім відряджений на навчання. У 1962 році закінчив Далекосхідне танкове училище.
Член КПРС з 1962 року.
Після закінчення училища з 1962 року командував танковим взводом і танковою ротою в 53-му гвардійському танковому полку 6-ї гвардійської танкової дивізії Групи радянських військ у Німеччині, танковою ротою в Прикарпатському військовому окрузі.
У 1972 році закінчив Військову академію імені Фрунзе в Москві.
З 1972 року — заступник командира танкового полку, з жовтня 1972 року — начальник штабу — заступник командира танкового полку і командир 263-го гвардійського танкового полку в 120-й гвардійської мотострілецької дивізії Білоруського військового округу. З січня 1976 року — заступник командира і командир 50-ї гвардійської мотострілецької дивізії в Білоруському військовому окрузі. З 5 квітня 1978 по 21 червня 1980 року — командир 27-ї гвардійської мотострілецької Омсько-Новобузької Червонопрапорної ордена Богдана Хмельницького дивізії Групи радянських військ у Німеччині.
У 1982 році закінчив Військову академію Генерального штабу Збройних сил СРСР імені Ворошилова. 
З 1982 року — перший заступник командувача, з квітня 1983 року — командувач 15-ї загальновійськової армії в Далекосхідному військовому окрузі.
З липня 1985 по січень 1987 року — начальник штабу — перший заступник командувача військ Далекосхідного військового округу.
З січня 1987 по грудень 1988 року — командувач військ Далекосхідного військового округу.
14 грудня 1988 — 23 серпня 1991 року — начальник Генерального штабу Збройних сил СРСР — перший заступник міністра оборони СРСР.
Після відставки Едуарда Шеварднадзе навесні 1991 року керував радянською делегацією у Вашингтоні з підготовки договору про скорочення звичайних озброєнь.
У період серпневого путчу 1991 року підтримав міністра оборони СРСР Дмитра Язова, після арешту якого 22 серпня 1991 року був призначений тимчасово виконувачем обов'язки міністра оборони СРСР, а 23 серпня 1991 року був звільнений і від обов'язків міністра оборони СРСР, і від посади начальника Генерального штабу Збройних сил СРСР. У листопаді 1991 року звільнений у відставку.
Жив у Москві. Брав активну участь у роботі ветеранських організацій, з 2005 року був головою Комітету ветеранів Генерального штабу. У листопаді 2008 року обраний головою Загальноросійської громадської організації ветеранів Збройних Сил. З жовтня 2012 року — голова Загальноросійської громадської організації ветеранів «Російський союз ветеранів».
З кінця 1990-х років знову залучався до вирішення військових питань. З 1996 року був головним спеціалістом Генерального штабу Збройних сил Російської Федерації, з 1999 по 18 грудня 2022 року — провідний інспектор Генерального штабу Збройних сил Російської Федерації, з 2008 року — генеральний інспектор і член колегії Міністерства оборони Російської Федерації, з грудня 2016 року — генеральний інспектор Генеральної інспекції Міністерства оборони Росії. Одночасно з листопада 1999 року — член Комісії Уряду Російської Федерації з соціальних питань військовослужбовців, громадян, звільнених з військової служби, та членів їх сімей. Один із авторів Концепції соціальної адаптації військовослужбовців та державної програми «Соціальна адаптація військовослужбовців, які підлягають звільненню із Збройних сил Російської Федерації, інших військ, військових формувань та органів, та членів їх сімей на 2002—2005 роки». У травні 2001 року призначений генеральним директором Державного унітарного підприємства «Всеросійський центр перепідготовки офіцерів, що звільняються в запас». З травня 2011 року — член Федеральної координаційної ради «Загальноросійського народного фронту».
З 2011 по 2016 рік — депутат Державної думи, проходив від регіональної групи № 30 (Хабаровський край, Єврейська автономна область) «Єдиної Росії» за квотою Загальноросійського народного фронту. Заступник голови Комітету Держдуми з праці, соціальної політики та справ ветеранів. Довірена особа Володимира Путіна на виборах Президента у 2018 році. Член Центрального штабу Загальноросійського народного фронту.
Раптово помер 18 грудня 2022 року на 84-му році життя. Похований на Троєкуровському цвинтарі Москви.

## Військові звання
- Генерал-майор (16.02.1979)
- Генерал-лейтенант (3.02.1984)
- Генерал-полковник (7.05.1987)
- Генерал армії (15.02.1989)

## Нагороди
- орден Червоного Прапора
- орден «За службу Батьківщині у Збройних Силах СРСР» ІІ ст. (1985)
- орден «За службу Батьківщині у Збройних Силах СРСР» ІІІ ст. (1975)
- орден Олександра Невського (Російська Федерація) (28.05.2014)
- орден «За військові заслуги» (Російська Федерація)
- орден Пошани (Російська Федерація)
- орден «За службу Батьківщині» I ст. (Білорусь) (18.03.2009)
- орден Червоного Прапора (Демократична Республіка Афганістан) (26.08.1989)
- два ордени «Дружба народів» (Демократична Республіка Афганістан) (22.01.1989, 17.01.1991)
- орден Червоного Прапора (Монгольська Народна Республіка)
- орден «Червоний Прапор» (Народна Республіка Болгарія)
- орден «Хосе Марті» (Куба)
- орден «Солідарність» (Куба) (2009)
- медалі